# Port lotniczy Mataiva
Port lotniczy Mataiva – port lotniczy położony w Pahua, na wyspie Mataiva, należącej do Polinezji Francuskiej.

## Linie lotnicze i połączenia
| Linia Lotnicza | Kierunek               |
| -------------- | ---------------------- |
| Air Tahiti     | 1. Papeete 2. Rangiroa |